# Sonic 3, la película
Sonic 3, la película (título original en inglés: Sonic the Hedgehog 3) es una película de acción y aventura basada en la serie de videojuegos publicada por Sega. Secuela de Sonic, la película (2020) y Sonic 2, la película (2022), está dirigida por Jeff Fowler y escrita por Pat Casey, Josh Miller y John Whittington, a partir de una historia de Casey y Miller. Jim Carrey, Ben Schwartz, James Marsden, Tika Sumpter, Idris Elba, Colleen O'Shaughnessey, Natasha Rothwell, Adam Pally, Shemar Moore y Lee Majdoub repiten sus papeles, a los que se unen Alyla Browne, Krysten Ritter y Keanu Reeves. En la película, Sonic, Tails y Knuckles deben aliarse con el Doctor Eggman para derrotar a un nuevo y poderoso enemigo, Shadow.
Los planes para una tercera película de Sonic the Hedgehog se anunciaron en febrero de 2022 durante el evento de inversores de ViacomCBS antes del estreno de Sonic 2, la película. Debido a la huelga SAG-AFTRA de 2023, el rodaje de los personajes animados comenzó en julio de 2023 en Surrey, Inglaterra, mientras que el rodaje con actores físicos comenzó en noviembre de ese año en Londres, concluyendo la producción en marzo de 2024. La película se inspira en los videojuegos Sonic Adventure 2 (2001) y Shadow the Hedgehog (2005). Reeves fue elegido debido a los paralelismos entre su interpretación en las películas de John Wick y la visión de Fowler para Shadow, mientras que muchos elementos del personaje en los juegos se adaptaron para la pantalla en una interpretación «fiel a los fanáticos».
Sonic 3, la película se estrenó en el Empire Leicester Square de Londres el 10 de diciembre de 2024, y Paramount Pictures la estrenó en Estados Unidos el 20 de diciembre. Recibió críticas positivas, con elogios para las interpretaciones de Carrey y Reeves, y ha recaudado 492 millones de dólares en todo el mundo con un presupuesto de 122 millones, convirtiéndose en la tercera película más taquillera basada en videojuegos, solo por detrás de A Minecraft Movie y Super Mario Bros.: la película. En diciembre de 2024 se confirmó que Paramount está preparando una cuarta película de la franquicia con fecha de estreno en 2027. 

## Argumento
En 1974, un meteorito que contiene un poderoso erizo negro con rayas rojas llamado Shadow aterriza en Oklahoma y es confiscado por los militares. El poder de Shadow se utiliza para varios experimentos dirigidos por el Profesor Gerald Robotnik en una instalación militar. Shadow desarrolla una estrecha amistad con Maria Robotnik, la nieta de Gerald. Una noche, mientras Gerald, Maria y Shadow intentan escapar de la instalación para evitar que se lleven a Shadow, un agente mata accidentalmente a Maria con una explosión de uno de los tanques de la Energía Caos de Shadow. Gerald es encarcelado y Shadow es puesto en animación suspendida.
Cincuenta años después, frente a las costas de Japón, los sistemas de una prisión de las Guardianes Unidades de las Naciones (G.U.N.) son pirateados, lo que desata un Shadow vengativo. En Green Hills, Sonic, Tails y Knuckles están celebrando el aniversario de la llegada de Sonic a la Tierra con sus padres adoptivos Tom y Maddie Wachowski. La Directora Rockwell de G.U.N. llega y recluta a Sonic, Tails y Knuckles, a quienes G.U.N. ha bautizado como "Equipo Sonic", para detener a Shadow, que está causando caos en Tokio. Shadow domina a los tres y escapa.
El Equipo Sonic se reúne con el Comandante Walters de G.U.N., quien les informa sobre el pasado de Shadow. De repente, los drones del Doctor Ivo Robotnik atacan y hieren fatalmente a Walters; antes de morir, Walters le da a Sonic una tarjeta de acceso y le advierte que la mantenga a salvo. El Equipo Sonic decide encontrar a Shadow sin la ayuda de G.U.N.; Rockwell descubre el cuerpo de Walters y, creyendo que los tres robaron la tarjeta de acceso, se vuelve contra ellos, dejándolos inseguros de en quién confiar. El Equipo Sonic se encuentra con el asistente de Ivo, el Agente Roca, quien revela que Ivo no envió los drones sino otra persona; forman una alianza incómoda con Ivo y rastrean los drones hasta las instalaciones abandonadas de G.U.N.
Shadow captura al Equipo Sonic, mientras que Ivo se encuentra con Gerald, su abuelo distanciado, quien libero a Shadow de la prisión de G.U.N y activó los drones para matar a Walters y atraer a su nieto. El explica que la tarjeta de acceso que Walters tenía en su poder es una de las dos necesarias para activar el Cañón Eclipse, un láser orbital que diseñó que puede apuntar a cualquier ubicación en la Tierra, y tiene la intención de usarlo para destruir la sede de G.U.N. en Londres. Posteriormente, Ivo se une a Gerald, traicionando a Sonic. Shadow toma la tarjeta de acceso y activa un agujero negro para destruir la base.
El Equipo Sonic escapa usando un portal de anillo y recluta a Tom y Maddie para robar la otra tarjeta de acceso de la sede de G.U.N., mientras que Shadow y los Robotniks planean hacer lo mismo. Tom obtiene con éxito la tarjeta de acceso disfrazado de Walters, pero antes de que pueda escapar, Shadow lo hiere gravemente al confundir a Walters. Shadow toma la segunda tarjeta de acceso, lo que le permite a él y a los Robotniks lanzar el Cañón Eclipse. Furioso porque Shadow hirió a Tom, Sonic abandona a Tails y Knuckles para buscar venganza, adquiere la Esmeralda Maestra y se transforma en Super Sonic usando las siete Esmeraldas Caos contenidas en su interior.
Sonic vuela hacia el Cañón Eclipse y se enfrenta a Shadow, quien absorbe la energía de las Esmeraldas Caos para transformarse en Super Shadow. Sonic domina a Shadow, pero cede al darse cuenta de que ha sido consumido por la venganza, Sonic recuerda las palabras de Tom y le perdona la vida a Shadow. Sonic le cuenta a Shadow sobre la pérdida de su guardiana Garra Larga y que su amor por las personas que han perdido es más importante que la venganza. Conmovido, Shadow hace las paces con Sonic y acepta ayudar a detener el Cañón Eclipse.
Gerald revela que tiene la intención de usar el Cañón Eclipse para destruir la Tierra como venganza por la muerte de María. Un Ivo horrorizado intenta detener el Cañon Eclipse prefiendo conquistar la Tierra en lugar de destruirla, pero Gerald destruye la consola del comando y los dos luchan. Gerald casi mata a Ivo, pero Tails y Knuckles llegan para ayudar, e Ivo golpea su super espina de Sonic al trasero de Gerald contra el núcleo del reactor, matándolo. Sonic y Shadow bloquean el cañón mientras Ivo, Knuckles y Tails dirigen la trayectoria de su rayo lejos de la Tierra, cortando accidentalmente la parte de la Luna, Sonic pierde su súper forma y la conciencia mientras bloquea el rayo del cañón con Shadow y cae de regreso a la Tierra. Tails y Knuckles salvan a Sonic usando un portal de anillo a Green Hills. Cuando el núcleo comienza a derretirse, Ivo y Shadow optan por sacrificarse para mover el Cañón Eclipse fuera del alcance de la Tierra antes de que explote. Ivo hace un anuncio final a la gente de la Tierra y reconoce a Roca como su único amigo antes de la explosión. Después de la explosión, Sonic se reconcilia con Tails y Knuckles, mientras Tom se recupera de sus heridas días después, posteriormente con la ayuda de Tom y Maddie, los tres amigos antropomórficos compiten en una carrera amistosa entre ellos en el bosque de Green Hills.
En una escena a mitad de créditos, Sonic pierde de vista a sus amigos luego de cruzar la meta final en la carrera y termina llegando por accidente al Parque Estatal de Nueva York y ahora trata de encontrar una forma de como volver a Green Hills. Justo en ese momento, un robot parecido a él llamado Metal Sonic se aparece en el lugar y le dispara al erizo velocista por la espalda, pero Sonic se percata de la acción y consigue esquivar el ataque, para posteriormente golpear a Metal Sonic, haciendo que este retroceda, pero justo en ese momento un ejército de clones de Metal Sonic se aparecen en el lugar y atacan al erizo, sin embargo todos los robots son fácilmente destruidos por un gigantesco martillo de color rojo con amarillo, perteneciente a una figura encapuchada que resulta ser una eriza rosa llamada Amy Rose.
En una escena poscréditos, se nos muestra un cráter en medio de un campo abierto, el cual se aparece uno de los aros inhibidores de Shadow, pero a medida que la escena se acerca al aro, pronto aparece la silueta de los zapatos de Shadow y este último recoge su aro del suelo, indicando que el erizo negro de alguna forma logro sobrevivir a la destrucción del Cañón Eclipse y aterrizó en el planeta Tierra.

## Reparto
- Jim Carrey en un doble papel como el siguiente:
  - El Dr. Ivo "Eggman" Robotnik, un científico loco y archienemigo de Sonic al que éste se refiere a menudo como Eggman.[9]
  - El Prof. Gerald Robotnik, el abuelo de Ivo y Maria, además el principal creador del Proyecto Shadow y un gran científico loco.[10][11] Carrey dijo que una diferencia intrínseca entre Gerald e Ivo era que Ivo pertenecía a una generación más vieja y dura, y lo describió tan duro como «la roca de la que salió arrastrándose».[12]
- Ben Schwartz como Sonic the Hedgehog: Un erizo velocista antropomórfico de color azul que puede correr a velocidades supersónicas.[9]
- Keanu Reeves como Shadow the Hedgehog: Un erizo antropomórfico de color negro con rayas rojas creado a partir de un programa secreto del gobierno llamado Proyecto Shadow dirigido por el Prof. Gerald Robotnik.[13] Tiene la velocidad supersónica del erizo velocista azul Sonic y la superfuerza del equidna rojo Knuckles, también puede teletransportarse.[14] Ha vivido una tragedia y busca venganza contra la humanidad.[15] Fowler dijo que, una vez que se conocieron, se dio cuenta de que Reeves «claramente había hecho los deberes» y que deseaba crear una interpretación «fiel a los fans» del personaje.[16] Además, Fowler reconoció los elementos de armas de fuego y la motocicleta de Shadow en su videojuego homónimo de 2005, y dijo que fueron «muy respetuosos con lo que los fans esperan ver y con lo que aman del personaje», y que él y su equipo eran «muy conscientes de los tiempos y de la forma correcta de manejar ese tipo de imágenes en una película familiar», sintiendo que acabaron en un buen lugar en lo que respecta al tema.[11]
- Colleen O'Shaughnessey como Miles «Tails» Prower: Un zorro antropomórfico de color amarillo-naranja que puede volar con sus dos colas gemelas. Además, es un experto en mecánica y electrónica.[9]
- Idris Elba como Knuckles the Echidna: Un equidna antropomórfico de color rojo y antiguo guerrero de la tribu de equidnas Pachacamac. Es alguien serio y de cabeza caliente, con superfuerza.[9]
- James Marsden como Tom Wachowski, el padre adoptivo de Sonic, Tails y Knuckles, y el sheriff de Green Hills, Montana.[9]
- Tika Sumpter como Maddie Wachowski, la esposa de Tom, madre adoptiva de Sonic, Tails y Knuckles, y veterinaria local de Green Hills.[9]
- Krysten Ritter como la Directora Rockwell, una oficial de alto rango de la organización militar Unidades Guardianes de las Naciones (G.U.N.).[17]
- Lee Majdoub como el agente Stone, ayudante de Ivo.[9]
- Natasha Rothwell como Rachel, la hermana de Maddie de quien esta se disfraza para infiltrarse en la sede de G.U.N.[18]
- Shemar Moore como Randall Handel, el marido de Rachel que es agente del G.U.N, de quien Tom disfraza para infiltrase en la sede de G.U.N.[18]
- Adam Pally como Wade Whipple, un ayudante del sheriff de Green Hills y aprendiz de Knuckles.[18]
- Alyla Browne como Maria Robotnik: una chica con la que el erizo negro con rayas rojas Shadow entabla amistad durante su estancia en el laboratorio del Proyecto Shadow, además de ser la nieta de Gerald y prima de Ivo.[19][20][21]
- Tom Butler como el Comandante Walters, antiguo vicepresidente del Estado Mayor Conjunto y líder de la organización militar Unidades Guardianas de las Naciones (G.U.N.).[9]
  - James Wolk como el joven Capitan Walters en el flashback de 1974.
- Sofia Pernas como Gabriela y Cristo Fernández como Pablo/Juan personajes de telenovela que ve Ivo. (como curiosidad, el doblador de voz al castellano del personaje "Pablo", es el youtuber SergindSegaSonic, mientras que el narrador que tan solo dice el título de la novela, es el youtuber Leon Picaron, también centrado en contenido de Sonic)
- Jorma Taccone como Kyle Lancebottom, un agente de G.U.N. en la Isla Prisión que vigila a Shadow.[9]

## Producción

### Desarrollo
En marzo de 2020, James Marsden confirmó que había firmado para varias secuelas de Sonic, la película (2020). En febrero de 2022, Sega Sammy Group y Paramount Pictures habían estado desarrollando una tercera película después de Sonic 2, la película (2022). Se anunció formalmente durante el evento de inversores de ViacomCBS. Jeff Fowler regresó como director, y Neal H. Moritz, Toby Ascher, Toru Nakahara y Hitoshi Okuno volvieron como productores. Haruki Satomi, Shuji Utsumi, Yukio Sugino, Fowler, Tommy Gormley y Tim Miller actuaron como productores ejecutivos. Pat Casey, Josh Miller y John Whittington volvieron a escribir el guion, con los dos primeros también acreditados para la historia. Paul Greenberg y Oren Uziel recibieron créditos por material literario adicional fuera de la pantalla. Además, paralelamente a la película se desarrolló una serie de televisión derivada para Paramount+, Knuckles. La película se inspirará en los videojuegos Sonic Adventure 2 (2001) y Shadow the Hedgehog (2005).
En abril de 2022, Jim Carrey, que interpreta al Dr. Robotnik en las películas, anunció que estaba considerando retirarse de la actuación. Ante su posible retirada, Moritz y Ascher confirmaron que su papel de Robotnik no se repetiría en ninguna secuela si seguía adelante con sus planes de retirarse. Sin embargo, mantenían la esperanza de poder desarrollar guiones lo bastante buenos como para que continuara en el papel. Carrey concedió, exigiendo que «los ángeles traigan algún tipo de guión escrito con tinta dorada que me diga que va a ser realmente importante que la gente lo vea» si él iba a continuar.

### Rodaje y reparto

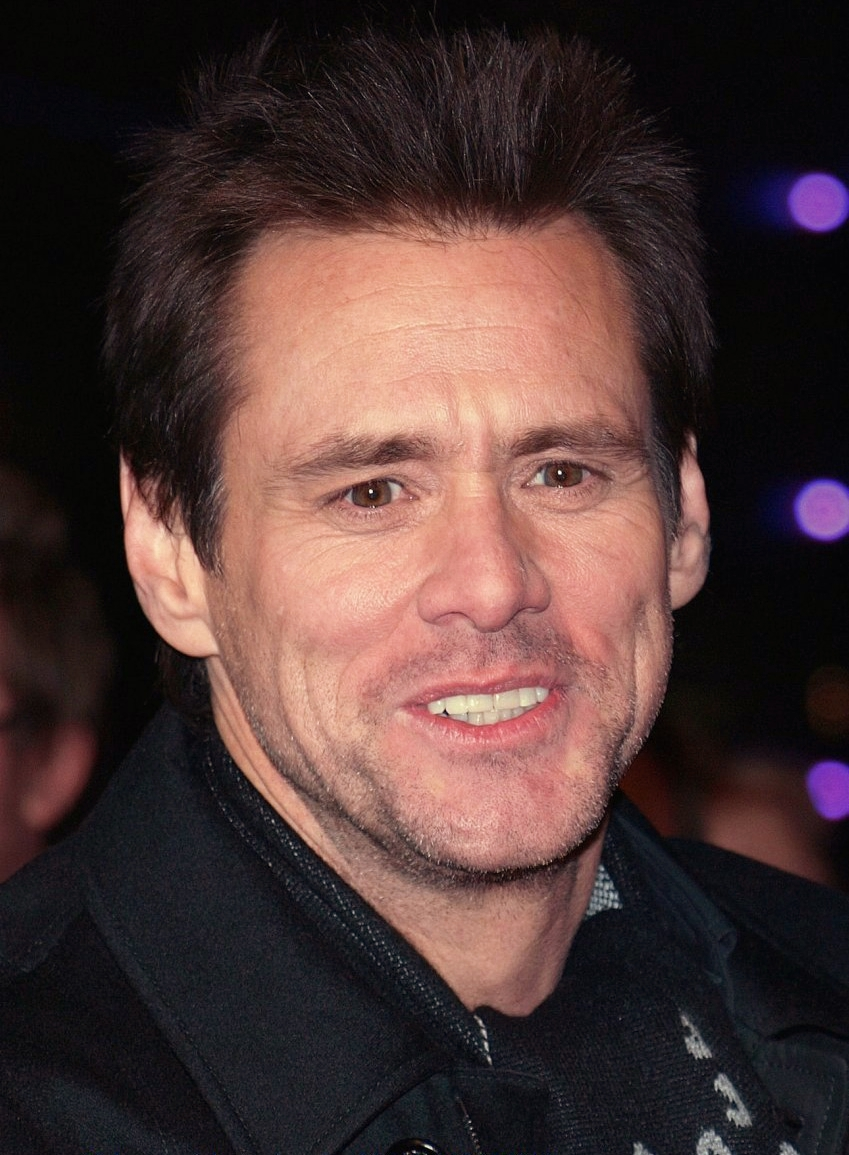
Jim Carrey dijo que sólo repetiría su papel si le entregaban un «guión de oro»; el director Jeff Fowler hizo que le enviaran el de Sonic 3 impreso con tinta de 24 quilates.

El rodaje de la segunda unidad comenzó a finales de julio de 2023 sólo para personajes animados sin actores físicos (debido a la huelga SAG-AFTRA de 2023) en Farnham, Surrey, Inglaterra. El rodaje estaba previsto que comenzara el 31 de agosto de 2023 en Londres (Inglaterra), pero se retrasó a septiembre de ese año. La producción con actores físicos comenzó el 29 de noviembre de 2023 y se anunció con una imagen de la estatua de Shadow the Hedgehog utilizada en el rodaje. Brandon Trost vuelve a ser el director de fotografía de la película. Luke Freeborn es el diseñador de producción.
En febrero de 2024, se confirmó oficialmente que Carrey retomaría su papel en la película, En cuanto a su decisión de fichar, declaró: «Volví a este universo porque, en primer lugar, puedo interpretar a un genio, lo cual es un poco exagerado. Y, ya sabes, es que... He comprado un montón de cosas y necesito el dinero, francamente». Fowler tomó nota de los comentarios de Carrey sobre un guión de oro, lo imprimió en tinta de 24 quilates y se lo entregó en la puerta de su casa. Fowler dijo que pedir a Carrey que interpretara el doble papel de Gerald, el abuelo de Ivo, era «una gran exigencia», y significaba que Carrey tenía que pasar tres horas en una silla de maquillaje preparándose físicamente para interpretar a Gerald cada vez. Para escribir el papel de Carrey, Fowler dijo que al principio se centraron en los paralelismos entre sus dos personajes, «no sólo con las cabezas calvas y los bigotes gigantes, sino también en su comportamiento y su actitud»; luego decidieron que necesitaban «crear el tipo de conflicto adecuado» para la película. Carrey también ayudó a diseñar los protésicos que llevaba. Mientras Carrey interpretaba cada papel, otro actor, Brendan Murphy, doblaba al otro personaje. Durante cada actuación, Carrey informaba a Murphy de cómo haría el otro, un sistema que, según Carrey, era «muy difícil técnicamente», sobre todo teniendo en cuenta que durante sus actuaciones interactuaba con una pista de voz pregrabada del personaje opuesto.
Además, se confirmó que Marsden, Ben Schwartz, Tika Sumpter, Colleen O'Shaughnessey, Idris Elba, Lee Majdoub y Tom Butler retomarán sus papeles de las películas anteriores. Krysten Ritter, Alyla Browne, James Wolk, Sofia Pernas, Cristo Fernández y Jorma Taccone fueron elegidos para papeles no revelados; Taccone fue contratado anteriormente como director de episodios de la serie Knuckles. El 16 de febrero, el papel de Browne fue revelado como Maria. Schwartz empezó a grabar para la película una semana después. En lugar de actuar con una pelota de tenis en las escenas con Shadow, Browne rodó escenas con una marioneta de Shadow, y sus titiriteros improvisaron ciertas líneas en la película. Marsden dijo que el rodaje había finalizado el 14 de marzo de 2024, mientras que Fowler reveló oficialmente que la película había concluido su producción el 29 de marzo.

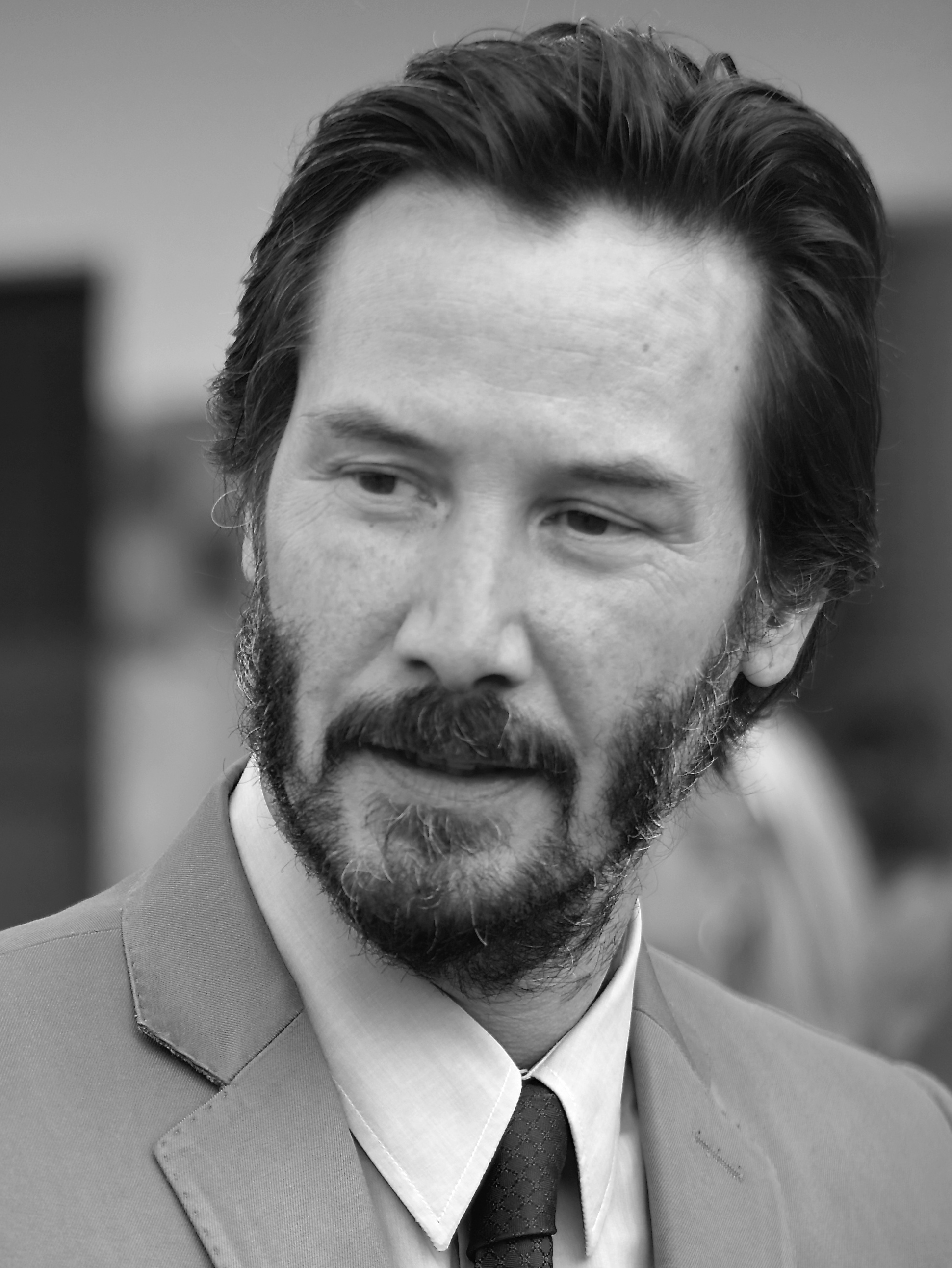
Keanu Reeves se unió a la película como la voz de Shadow; era un popular fancast para el papel antes del cameo del personaje en la película anterior.

El 15 de abril de 2024, se informó de que Keanu Reeves se había unido al reparto como la voz de Shadow. Fowler dijo que había un «corolario obvio» entre la actuación de Reeves en la serie John Wick y el «ambiente que estamos tratando de canalizar» para Shadow, y por lo tanto estas películas sirvieron como una «perfecta, aunque poco convencional, "audición"» para el personaje. Fowler dijo que Reeves «nos daba tantas versiones diferentes de las líneas de lectura y sólo quería seguir adelante» durante la grabación de voz y dijo que puso más en su actuación que «simplemente aparecer y leer el guión en un micrófono», tanto la comprensión de su visión de la película y la realización de su interpretación de Shadow; Reeves se preparó con preguntas para hacerse una idea de lo que el equipo intentaba conseguir. Clem Yip, supervisor de animación, afirma que la seriedad y discreción de la voz de Reeves influyó en el trabajo visual.
Fowler consideró que el mundo no se volvió «tenso» con el personaje de Shadow, pero el tono que aportó el personaje fue «un poco más emocionante, un poco más peligroso». Fowler reconoció los elementos de armas de fuego y la motocicleta de Shadow en su videojuego homónimo de 2005, y dijo que fueron «muy respetuosos con lo que los fans esperan ver y con lo que les gusta del personaje», y que él y su equipo eran «muy conscientes de los tiempos y de la forma correcta de manejar ese tipo de imágenes en una película familiar», sintiendo que acabaron en un buen lugar en lo que respecta al tema. Tras haber trabajado como animador de escenas en el juego homónimo de Shadow de 2005, Fowler se sintió honrado de adaptar el personaje a la pantalla.

### Postproducción
Para reducir costes, los productores encargaron a un equipo de animación de Paramount que trabajara tanto en Sonic 3, la película como en la serie Knuckles. Clem Yip es el supervisor de animación, mientras que Al LeVine actúa como montador. La animación fue producida por seis estudios: Rising Sun Pictures, Rodeo FX, Industrial Light & Magic, Fin, Marza Animation Planet y un equipo interno de Paramount. El equipo de Fowler adoptó una estrategia de «vendedor de lanchas rápidas», dividiendo el trabajo de animación entre estos seis estudios.
Según Ascher, el equipo «invirtió en los activos de Sonic y [...] los construyó internamente», y luego los distribuyó a los distintos proveedores, lo cual, señaló, era comparativamente diferente de las entregas anteriores, en las que «normalmente el proveedor controla los activos que apareja». La propiedad de los activos también permitió a su equipo interno trabajar exclusivamente en Sonic 3, la película y Knuckles, y ayudó a la producción a «mantener los costes bajos y avanzar más rápido». Fowler subrayó la necesidad de continuidad visual entre los proyectos y citó la buena comunicación como clave para lograrlo. Fowler dijo que «si tienes varios proveedores, tienes varios equipos a los que tienes que poner al día, así que al principio hay un nivel extra de trabajo que hay que hacer. Pero una vez hecho esto, como el trabajo está repartido, se tiene la oportunidad de volver atrás y decir: "Quizá debamos impulsar esto un poco más o pulir ese rendimiento un poco más"». Fowler subrayó la necesidad de continuidad visual entre los proyectos y citó la buena comunicación como clave para lograrlo.

## Música
Tom Holkenborg, que compuso la banda sonora de las dos primeras películas de Sonic, volvió para componer Sonic 3, la película y había terminado las obras en julio de 2024. En diciembre de 2023, Johnny Gioeli, vocalista de Crush 40, dijo que se había hablado de incluir «Live & Learn», el tema de Sonic Adventure 2. En febrero de 2024, Gioeli confirmó que «Live & Learn» se incluiría en la película. Jelly Roll lanzó un single para la película, titulado «Run It», el 21 de noviembre de 2024. La película también incluye la canción «Neon» de la banda de rock japonesa One Ok Rock, que ya contribuyó a la banda sonora del juego de 2022 Sonic Frontiers. El álbum de la banda sonora fue publicado por Milan Records el 20 de diciembre de 2024.

## Estreno
Sonic 3, la película se estrenó en el Empire Leicester Square de Londres el 10 de diciembre de 2024, y en el TCL Chinese Theatre de Los Ángeles, California, el 16 de diciembre. Fue estrenada en Estados Unidos por Paramount Pictures el 20 de diciembre de 2024, ocupando la fecha de estreno original de Smurfs (2025). Paramount celebrará un evento para fanáticos el 19 de diciembre para proyecciones anticipadas en cines en formatos premium. Se estrenó en España México y Brasil el 25 de diciembre coincidiendo con Navidad, en Australia Venezuela Chile Ucrania Portugal y en los países de la CEI(a excepción de Rusia) se estrenó el 26 de diciembre y en el Reino Unido y Japón el 27 de diciembre, coincidiendo en ambos casos con el Boxing Day en Corea del Sur la película se estrenó el 1 de enero de 2025 mientras en Argentina e Italia se estrenó al día siguiente,en Polonia se estrenó el 3 de enero, en Rusia se estrenó de forma extraoficial el 16 de enero con el doblaje ruso hecho en Israel para los países de la CEI esto debido a la invasión rusa de Ucrania la película se lanzo en digital el 21 de enero de 2025, un día y un mes después de su estreno en cines incluyendo escenas eliminadas de la película como extras, la película también se estrenó en Paramount+ el 18 de febrero de 2025 y se estrenó en Amazon Prime España el 19 de febrero de 2025 disponible para alquiler o compra, aunque ya se haya estrenado en el streaming americano mucho antes.

### Mercadotecnia
En abril de 2024, durante la CinemaCon, Paramount presentó un primer vistazo de la película, en el que aparecía un Robotnik más pesado lamentándose de su estado actual antes de que su ayudante, el agente Stone, le informara de que «le habían encontrado», y Sonic, Tails y Knuckles luchando contra un silencioso Shadow. En julio, se filtraron en Internet un cubo de palomitas y figuras de acción producidas por Jakks Pacific. El 25 de agosto, la cuenta de TikTok de la película publicó el primer anuncio oficial de la participación de Keanu Reeves como Shadow, que hacía referencia a la mención del actor en la primera película, con el título «foreSHADOWing». A partir de ese momento, se proyectaron imágenes de los personajes de la película en edificios de todo el mundo para promocionar el primer tráiler de la película, que salió a la venta el 27 de agosto junto con un teaser póster. El papel de Reeves se consideró lo más destacado del tráiler. IGN observó que «Keanu Reeves está muy en modo Keanu Reeves aquí», y Vulture comparó la malhumorada y vengativa interpretación de Shadow con la de John Wick. Tanto Ash Parrish de The Verge, como Paul Tassi de Forbes, coincidieron en que la voz de Reeves era satisfactoria, y Parrish también destacó la revelación de Maria, anticipando cómo la película adaptaría su destino.
En el fin de semana del estreno de Transformers One de Paramount, se sortearon pósters de Shadow entre los 300 primeros asistentes a los cines seleccionados, y Reeves firmó una cantidad limitada de ellos. Para conmemorar Halloween, se publicó en las redes sociales un fragmento de 10 segundos de la película en el que Shadow dice «boo». El 4 de noviembre, Fandango publicó una imagen promocional de Shadow. El 18 de noviembre se publicó un nuevo póster, en el que aparecen el equipo principal, los Robotniks y Shadow, que se cierne sobre el reparto en la parte superior y también conduce su motocicleta Dark Rider en la parte inferior. También se envió a varios medios de prensa un cartucho de Sega Genesis que contenía carteles promocionales y líneas de voz de los personajes, así como un minijuego a través del cual se podía desbloquear la fecha del segundo tráiler de la película introduciendo un código de trucos del juego Sonic the Hedgehog 3 (1994); ↑ ↑ ↓ ↓ ↑ ↑ ↑ ↑. El tráiler se estrenó el 25 de noviembre. Los comentarios se centraron en el uso de una pistola por parte de Shadow en una escena, y Tails siendo confundido con el personaje Pokémon Pikachu.
En octubre salieron a la venta los juguetes de Jakks Pacific. La empresa de calzado Reebok produjo una línea de zapatillas deportivas para promocionar la película, y McDonald's venderá Happy Meal de los personajes de la película. AMC Theaters produjo un novedoso cubo de palomitas con la cabeza de Sonic y un combo coleccionable de una taza, un tapón para bebidas y una máscara. El 11 de diciembre de 2024, Paramount también lanzó carteles parodiando películas navideñas como National Lampoon's Christmas Vacation, Home Alone, la adaptación de 2000 de Cómo el Grinch robó la Navidad (que también protagonizó Carrey), Elf, Love Actually, Scrooged, A Christmas Story, Four Christmases, Die Hard y The Nightmare Before Christmas. El diseño original del «Sonic feo» de la primera película, que fue muy criticado, se presentó como un diseño de jersey que se entregaría como premio junto con la posibilidad de ganar una entrada para ver el estreno de la película en Los Ángeles en la promoción de Paramount «12 horas de Sonic». El 11 de diciembre de 2024 se estrenó un corto en stop-motion titulado A Very Sonic Christmas, en el que Schwartz, Elba, O'Shaughnessey y Reeves retomaban sus papeles y Adam Pally, actor de Wade Whipple, ponía voz a Santa Claus.
Como preparación para la película, el Sonic Team desarrolló el videojuego Shadow Generations como complemento, y el jefe del Sonic Team, Takashi Iizuka, declaró que quería «destacar a Shadow como personaje» junto con la película. El título salió a la venta en octubre de 2024, y el 12 de diciembre se lanzaron contenidos descargables adicionales basados en la película. El DLC «Sonic the Hedgehog 3 Movie Pack» incluye un nivel adicional ambientado en Tokio, tal y como aparece en la película; durante el nivel, la apariencia de Shadow cambia para parecerse a la de su homólogo cinematográfico, y Reeves retoma su papel de voz para el contenido descargable. Reeves y Fowler concedieron una entrevista en CBS This Morning para promocionar la película.

### Formato doméstico
Sonic 3, la película salió a la venta para descarga digital el 21 de enero de 2025, y se estrenará en Ultra HD Blu-ray, Blu-ray y DVD el 15 de abril. Las opciones de SteelBook 4K incluyen una edición con Sonic en la carátula y una versión exclusiva para minoristas de Amazon con Shadow sobre un fondo rojo en forma de rayo. Los contenidos especiales incluyen comentarios de audio con Fowler y Schwartz, un reportaje con Reeves y el reparto hablando de Shadow, un segmento en la cabina de grabación con Schwartz, Elba y O'Shaughnessy, y el especial «A Very Sonic Christmas». La película comenzó a emitirse en streaming en Paramount+ en Estados Unidos y Canadá el 18 de febrero de 2025. Tras su lanzamiento digital en el Reino Unido, debutó en el primer puesto de la Official Charts Company Official Film Chart.

## Recepción

### Taquilla
Hasta el 20 de abril de 2025, Sonic 3, la película había recaudado 236,1 millones de dólares en Estados Unidos y Canadá, y 256,0 millones en otros territorios, lo que supone un total mundial de 492,1 millones de dólares.
En Estados Unidos y Canadá, Sonic 3 se estrenó junto a Mufasa: el rey león, con una recaudación prevista de entre 55 y 60 millones de dólares en 3.800 salas. La película recaudó 6,5 millones de dólares en los preestrenos del jueves por la noche, estableciendo un récord para la franquicia Sonic. El viernes, la película recaudó 25,7 millones de dólares, un ligero descenso respecto a Sonic 2, que hizo 26,3 millones. La película recaudó 60,1 millones de dólares durante los tres días del fin de semana de estreno, encabezando la taquilla y consiguiendo el segundo mejor debut de fin de semana para una película PG en diciembre, por detrás de The Chronicles of Narnia: The Lion, the Witch and the Wardrobe (65,6 millones de dólares). En su segundo fin de semana, Sonic 3 conservó el primer puesto de la taquilla con 37 millones de dólares.
La película terminó en segundo lugar detrás de Mufasa: el rey león en su tercer fin de semana con 21,4 millones de dólares. La película terminó en tercer lugar por detrás de Mufasa: el rey león y Den of Thieves 2: Pantera en su cuarto fin de semana con 11,3 millones de dólares. En su quinto fin de semana, la película superó la recaudación de su predecesora con 420 millones de dólares, convirtiéndose en la película más taquillera de la franquicia. En su sexto fin de semana, recaudó 10,6 millones de dólares. En su séptima alcanzó un total mundial de 462,5 millones de dólares, convirtiéndose en la segunda película de videojuegos más taquillera de todos los tiempos, por delante de Pokémon: Detective Pikachu (2019) y por detrás de Super Mario Bros.: la película (2023). El 4 de marzo, la película había recaudado 485,7 millones de dólares, superando a Bruce Almighty (2003) como la película más taquillera de Carrey.
Deadline Hollywood calculó las ganancias netas de la película en $123.6  millones, considerando los presupuestos de producción, marketing y otros costos; ingresos de taquilla, mercancía, televisión y streaming, y medios domésticos, lo que la colocó en el décimo lugar de su lista de los "éxitos de taquilla más valiosos" de 2024.

### Respuesta de la crítica
En el sitio web agregador de reseñas Rotten Tomatoes, el 86 % de las 136 reseñas de críticos son positivas, con una puntuación media de 6,6/10. Metacritic, que utiliza una media ponderada, asignó a la película una puntuación de 62 sobre 100, basada en 16 críticos, lo que indica críticas «generalmente favorables».
Owen Gleiberman de Variety dijo que los «tonos de la más profunda resonancia» de Reeves hicieron que Sombra empatizara con el público, y que Jim Carrey superó sus anteriores trabajos con sus papeles de los Robotniks. Gleiberman dijo que la realización de Fowler era la verdadera estrella del espectáculo. Pete Hammond de Deadline Hollywood opinó que la grandeza de Fowler era excesiva, aunque Hammond admitió que el público no encontraría esto un problema. En su opinión, aunque la ruptura de la cuarta pared por parte de Carrey no fue tan impactante dado el gran éxito de Ryan Reynolds con Deadpool, Sonic era adorable y Elba interpretó bien a Knuckles. Screen Rant destacó el papel de Reeves en la película, afirmando que Fowler logró expresar la historia de Shadow de forma emotiva y atractiva, y que Reeves estuvo brillante a la hora de transmitir el «dolor y el acero» del personaje. Marc Deschamps de ComicBook.com escribió que Reeves representaba perfectamente a Shadow, con su melancolía y oscuridad bien mezcladas con el humor de la película. Dijo que, aunque los Robotniks servían en gran medida como alivio cómico, su relación también contextualizaba los personajes de Ivo y la agente Stone, y que la película tenía un gran final para Ivo.
Matt Donato de The A.V. Club, dijo que la dirección de Fowler hizo que la historia de la película fuera «digerible», y que la animación se ejecutó con éxito y de manera uniforme, de modo que no se podía decir que hubiera seis estudios distintos trabajando en el proyecto. De Reeves y Carrey, Donato destacó la «estoica sombría» añadida por Reeves al reparto y la «locura» doblada por Carrey. Frank Scheck de The Hollywood Reporter observó el éxito entre los fanáticos y afirmó que Reeves aportaba a Shadow la misma seriedad que a John Wick, y que su «tranquila condescendencia» le hacía «aún más aterrador por la falta de amenaza manifiesta». Scheck alabó las bromas de Carrey, pero cuestionó el regreso de los personajes humanos, y dijo que, aunque no era «entretenimiento sofisticado», no era eso lo que tendría éxito entre el público. A. A. Dowd de IGN hizo una crítica positiva de la película y elogió el CGI y la interpretación de Jim Carrey. También destacó las omisiones de la película de lo que él percibía como la «comedia de colegas tontos» de la primera película y las «cansinas referencias a la cultura pop» de la segunda.
IndieWire criticó duramente la película, calificando el guion de «asín» y detallando cómo los jugadores de los Detroit Lions Jahmyr Gibbs y David Montgomery, apodados «Sonic y Knuckles», fueron «saltados» por la división de marketing de Paramount para promocionar Sonic 3, utilizando esto como ejemplo del marketing «semi-orgánico» de la película. Polygon afirma que el «gloriosamente desquiciado musical de dos personajes» de Carrey contrasta con la «absoluta sinceridad» de Reeves, y que el actor convierte a Shadow en una «pequeña bola de dolor extrañamente simpática». Según Forbes, la película tuvo un ritmo rápido, salvo por un intermedio entre los actos segundo y tercero, descrito como «lleno de fanservice». Dijo que la película es sencilla y directa, pero no destaca especialmente, aunque elogia el tercer acto. The Guardian se mostró ambivalente con las interpretaciones de Elba y Reeves y criticó la química de Marsden y Sumpter, pero elogió a Carrey porque su papel era valioso. Glenn Kenny de The New York Times opinó que Reeves aportó a Shadow «la melancolía emotiva adecuada», y consideró que tanto el «virtuoso doble papel» de Carrey como los «rebosantes artilugios gráficos de muerte y destrucción» eran «grandilocuentes».

## Premios y nominaciones
| Año  | Premio              | Nominado                                         | Categoría                                    | Resultado | Ref.    |
| ---- | ------------------- | ------------------------------------------------ | -------------------------------------------- | --------- | ------- |
| 2025 | Kids' Choice Awards | Sonic 3, la película                             | Película favorita                            | Nominada  | [ 120 ] |
| 2025 | Kids' Choice Awards | Jim Carrey por su papel de Dr. Robotnik          | Actor de cine favorito                       | Nominado  | [ 120 ] |
| 2025 | Kids' Choice Awards | Keanu Reeves por su papel de Shadow the Hedgehog | Voz masculina favorita para película animada | Nominado  | [ 120 ] |
| 2025 | Kids' Choice Awards | «Run it» (por Jelly Roll)                        | Canción favorita de una película             | Nominada  | [ 120 ] |

## Secuela
En septiembre de 2024, el productor Toby Ascher declaró su intención de realizar más entregas de la franquicia tras el lanzamiento de Sonic 3, la película. Elba y Reeves han expresado su interés en un spin-off protagonizado por sus personajes, y han apuntado que podría titularse Knuckles and Shadow. En diciembre de 2024, se anunció que iniciarán la preproducción de una cuarta película de Sonic, para Febrero del año siguiente. En enero de 2025 se anunció que la fecha de estreno está prevista para el 19 de marzo de 2027. A pesar de la aparente muerte de su personaje en Sonic 3, la película, Carrey declaró en enero de 2025 que estaba «abierto a la idea» de volver para la cuarta película, siempre que su premisa le interesara.